# Sumire Uesaka
 (septembre 2024).
La mise en forme du texte ne suit pas les recommandations de Wikipédia : il faut le « wikifier ».
Les points d'amélioration suivants sont les cas les plus fréquents. Le détail des points à revoir est peut-être précisé sur la page de discussion.
- Les titres sont pré-formatés par le logiciel. Ils ne sont ni en capitales, ni en gras.
- Le texte ne doit pas être écrit en capitales (les noms de famille non plus), ni en gras, ni en italique, ni en « petit »…
- Le gras n'est utilisé que pour surligner le titre de l'article dans l'introduction, une seule fois.
- L'italique est rarement utilisé : mots en langue étrangère, titres d'œuvres, noms de bateaux, etc.
- Les citations ne sont pas en italique mais en corps de texte normal. Elles sont entourées par des guillemets français : « et ».
- Les listes à puces sont à éviter, des paragraphes rédigés étant largement préférés. Les tableaux sont à réserver à la présentation de données structurées (résultats, etc.).
- Les appels de note de bas de page (petits chiffres en exposant, introduits par l'outil «  Source ») sont à placer entre la fin de phrase et le point final[comme ça].
- Les liens internes (vers d'autres articles de Wikipédia) sont à choisir avec parcimonie. Créez des liens vers des articles approfondissant le sujet. Les termes génériques sans rapport avec le sujet sont à éviter, ainsi que les répétitions de liens vers un même terme.
- Les liens externes sont à placer uniquement dans une section « Liens externes », à la fin de l'article. Ces liens sont à choisir avec parcimonie suivant les règles définies. Si un lien sert de source à l'article, son insertion dans le texte est à faire par les notes de bas de page.
- La présentation des références doit suivre les conventions bibliographiques. Il est recommandé d'utiliser les modèles {{Ouvrage}}, {{Chapitre}}, {{Article}}, {{Lien web}} et/ou {{Bibliographie}}. Le mode d'édition visuel peut mettre en forme automatiquement les références.
- Insérer une infobox (cadre d'informations à droite) n'est pas obligatoire pour parachever la mise en page.

Pour une aide détaillée, merci de consulter Aide:Wikification.
Si vous pensez que ces points ont été résolus, vous pouvez retirer ce bandeau et améliorer la mise en forme d'un autre article.
上坂 すみれ
Sumire Uesaka (上坂すみれ, Uesaka Sumire, née le 19 décembre 1991) est une doubleuse et une chanteuse japonaise née à Kamakura dans la préfecture de Kanagawa.
Elle a fait ses débuts de chanteuse en 2013 sous le label King Records . Elle est actuellement affiliée à l'agence Voice Kit depuis 2021.
Elle remporte le "Best Rookie Actress" au 10ème prix des seiyu.

## Carrière

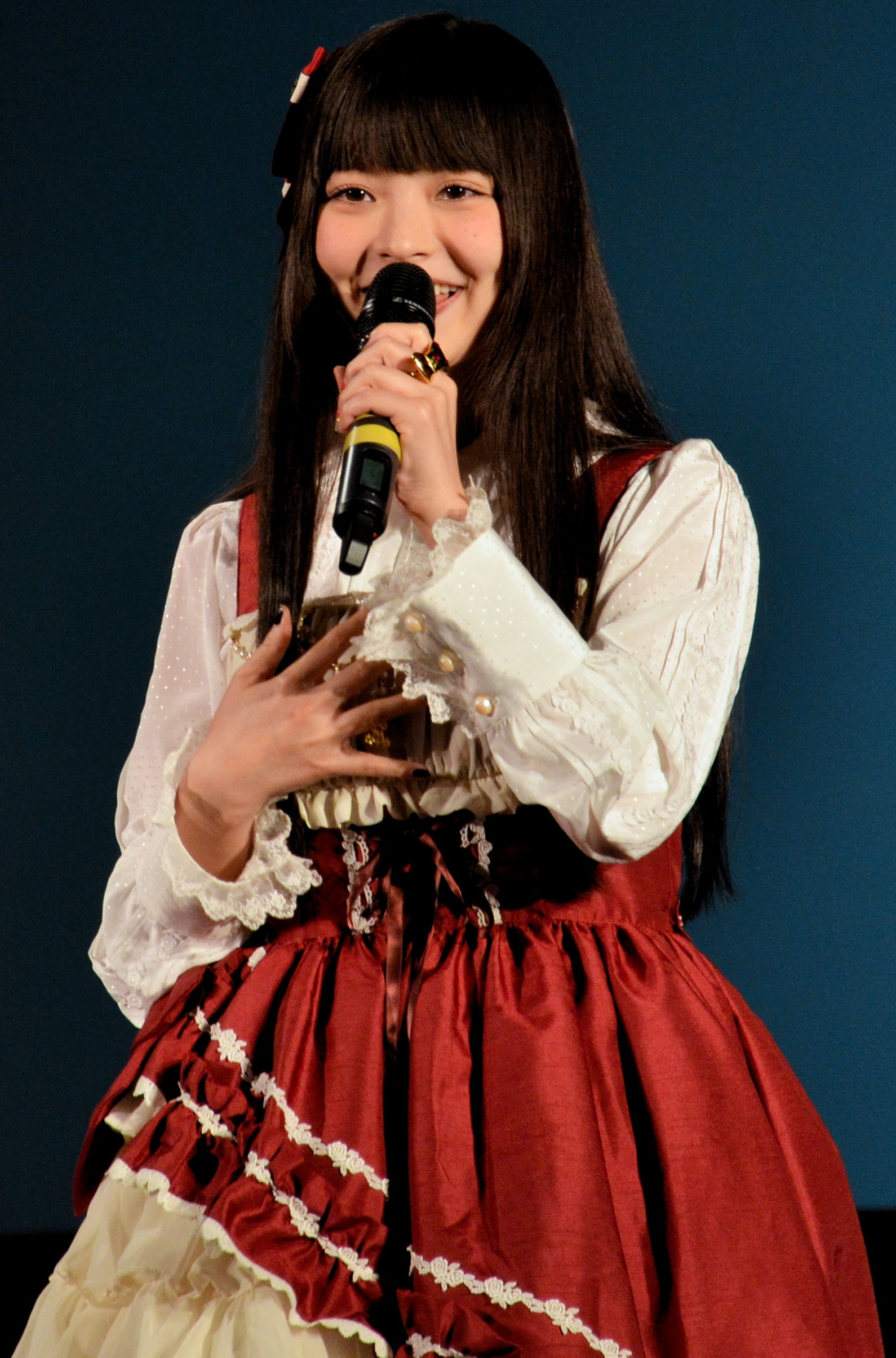
Uesaka à l'Anicon en 2015

Uesaka est devenu une invitée régulière de l'émission de radio Web Web radio @ Dengeki-Bunko en septembre 2009.
Elle a prêté sa voix à Nonna dans Girls und Panzer et a été invitée au J-Fest en Russie en novembre 2013.
Uesaka a rejoint Space Craft Entertainment en avril 2011. Depuis octobre 2011, elle est l'animatrice radio de l'émission radio web A&G NEXT GENERATION Lady Go!!. Uesaka a joué un rôle principal dans la série animée Papa no Iu Koto wo Kikinasai!.
Le 4 septembre 2020, elle a annoncé qu'elle quittait Space Craft Entertainment et qu'elle travaillait désormais en tant que pigiste. Le 1er mars 2021, elle a annoncé rejondre l'agence Voice Kit.

## Vie personnelle
Depuis qu'elle a entendu l'hymne national de l'Union soviétique lors de sa première année de lycée, Uesaka s'est intéressée à la culture russe ainsi qu'à l'ancien Union soviétique. En avril 2010, Uesaka s'est inscrite à la faculté des études étrangères de l'université Sophia. Elle s'est spécialisée en études sur la Russie et a annoncé qu'elle avait obtenu son diplôme le 27 mars 2014.
Uesaka est une fan de la mode lolita et a posé pour des publications telles que Harajuku Pop et Lapin Labyrinthe,,.
En mars 2016, après plusieurs cas de harcèlement sexuel en ligne, elle a annoncé que son compte Twitter n'aurait plus d'activité pour une durée indéterminée. Elle le reprends en novembre 2016. Le 21 juillet 2017, elle décide de fermer définitivement son compte Twitter personnel et son compte Instagram après un harcèlement continu. Sa présence sur les réseaux sociaux a été limitée à un nouveau compte Twitter géré par un Community Manager.

## Filmographie

### Séries d'animation
2012
- Girls und Panzer : Nonna, Piyotan[16]
- Kokoro Connect : Kaoru Setouchi
- Listen to Me, Girls. I Am Your Father! :Sora Takanashi[17]
- Love, Chunibyo and Other Delusions! : Sanae Dekomori[18]
- Sengoku Collection : Princesse Annihilate Mogami Yoshiaki

2013
- Fantasista Doll : Manai Hatsuki
- Genshiken Nidaime : Rika Yoshitake
- GJ-bu : Tamaki Kannazuki
- Muromi-san : Sumida-san
- Outbreak Company : Elvia Hanaiman

2014
- Cross Ange : Momoka Oginome
- Gonna be the Twintails !! : Sōji Mitsuka (Tail Red)
- Hozuki le stoïque : Peach Maki
- Inugami-san to Nekoyama-san : Yachiyo Inugami[19]
- Lord Marksman et Vanadis : Titta
- Love, Chunibyo and Other Delusions! -Heart Throb- : Sanae Dekomori
- Nobunagun : Gariko
- Seitokai Yakuindomo : Mori
- Z/X Ignition : Reia Sento

2015
- Concrete Revolutio : Kikko Hoshino[20]
- Dog Days : Sharu
- Kantai Collection : Fubuki, Sōryū et Hiryū
- Lovely Muco : Rena-chan
- Overlord : Shalltear Bloodfallen
- Plastic Memories : Eru Miru
- Q Transformer : Saranaru Ninkimono et no Michi : Arcee
- Shimoseka :Oboro Tsukimigusa
- Show by Rock!! : ChuChu
- Tesaruge ! Purupurun Sharumu, spin-off de Bukatsumono, à Asobou : Okonogi Tomomi
- LES iDOLM@STER Cinderella Girls : Anastasia

2016
- Ange Vierge : Ageha Sanagi
- Concrete Revolutio : La dernière chanson : Kikko Hoshino
- KanColle : le film : Fubuki, Sōryū et Hiryū
- Luck & Logic : Athéna
- Myriad Colors Phantom World : Mai Kawakami
- Projet RS -Rebirth Storage- : Yuzuru Midō
- Show by Rock! Court!! : ChuChu
- Show by Rock!! # : ChuChu
- This Art Club Has a Problem! : Colette
- Tsukiuta-tao. The Animator : Tsubaki Tendouin
- ViVid Strike! : Yumina Enclave

2017
- Aho-Girl : La présidente du comité de discipline
- Battle Girl High School : Yuri Himukai
- Beyblade Burst God : Ataru Okinaka
- Chaos ; Child : Serika Onoe[21]
- Chō Shōnen Tantei-dan NEO : Mayumi Hanazaki[22]
- Hand Shakers : Chizuru
- The Idolmaster Cinderella Girls[23],[24],[25] : Anastasia
- In Another World with My smartphone : Leen
- Inuyashiki : Mari Inuyashiki
- Restaurant to Another World : Aletta
- Urahara : Mari Shirako

2018
- BanG Dream! Girl Band Party ! Pico! and Pastel Life : Chisato Shirasagi[26],[27]
- Romio vs Juliet : Anne Sieber[28]
- Himote House : Minamo Arai[29]
- Killing Bites : Ui Inaba
- Pop Team Epic : Pipimi (épisode 3, partie A) et Korona Yuhi[30]
- Ongaku Shōjo : Kiri Mukae
- Overlord (saison 2 et 3) : Shalltear Bloodfallen
- Souten no Ken Re:Genesis : Erika Arendt
- Xuan Yuan Sword Luminary : impératrice Long Cheng

2019
- Azur Lane: HMS Warspite (03), HMS Queen Elizabeth (1913), de l'USS Saratoga (CV-3) et l'IJN Akashi
- BanG Rêve! 2ème saison : Chisato Shirasagi[31]
- Carole & Tuesday : Angela Carpenter[32]
- Grimms Notes The animation : Curly[33]
- Quatuor Isekai : Shalltear Bloodfallen
- Araburu kisetsu no otome-domo yo : Rika Sonezaki[34]
- Senryu shojo : Tao Hanakai[35]
- Star Twinkle PreCure : Yuni / Cure Cosmo[36]
- Nande koko ni sensei ga !? : Kana Kojima[37]

2020
- Asteroid in Love : Mari Morino[38]
- BanG Dream! 3ème saison et BanG Dream! Girls Band Party ! Pico: Ohmori : Chisato Shirasagi[39]
- Fly me to the Moon ! : Aya Arisugawa[40]
- Hatena Illusion : Kokomi Kikyōin[41]
- In/Spectre : Karin Nanase[42]
- Iwa Kakeru ! -Sport Climbing Girls- : Konomi Kasahara[43]
- Lapis Re:Lights : Camilla[44]
- Rail Romanesque : Suzushiro[45]
- Seton Academy : Join the Pack ! : Anne Anetani
- Shachibato! President, It's Time for Battle ! : Valmi[46]
- Warlords of Sigrdrifa : Komachi Mikuri[47]

2021
- Azur Lane Bisoku Zenshin ! : IJN Akashi[48]
- BanG Rêve! Girl Band Party ! Pico Fever ! : Chisato Shirasagi[49]
- Arrête de me chauffer, Nagatoro : Hayase Nagatoro[50]
- Ex-Arm : Chikage Rokuoin[51]
- Kageki Shojo !! : Sawa Sugimoto[52]
- Kimi to Fit boxing : Martina[53]
- Miss Kobayashi's Dragon Maid S : Chloé
- My Next Life as a Villainess : All Routes Lead to Doom ! X : Susanna Randall[54]
- PuraOre! Pride of Orange : Maya Walker[55]
- Restaurant to Another World 2 : Aletta[56]
- Show by Rock!! Stars !! : ChuChu[57]
- So I'm a Spider , So What ? : Ariel[58]
- Takt Op. Destiny : Valkyrie
- Le Grand Jahy ne perd jamais ! : Kyoko Jingu[59]
- Heion Sedai no Itaden-tachi : Nickel[60]

- Girl's Frontline : Mosin-Nagant, PPSh-41 [61]
- Hanabi-chan Is Often Late : Ikusa Takanawa[62]
- Love After World Domination : Anna Hashimoto[63]
- Overlord IV :  Shalltear Bloodfallen[64]
- Princesse Connect ! Re:Dive Saison 2 : Suzuna[65]
- Shine On! Bakumatsu Bad Boys ! : Akira[66]
- Urusei Yatsura (2022) : Lum[67]
- Yatogame-chan Kansatsu Nikki 4 Satsume : Shō Kochikashi[68]

2023
- Arrête de me chauffer, Nagatoro : 2e attaque : Hayase Nagatoro[69]
- Fly Me to the Moon 2e saison : Aya Arisugawa[70]
- In Another World with My Smartphone 2e saison : Leen[71]
- KamiKatsu : Shiruriru[72]
- Rail Romanesque 2 : Suzushiro[73]
- Rokudo's Bad Girls : Ranna Himawari[74]
- Spy Classroom en tant que Thea[75]
- Tearmoon Empire Story en tant que Mia Luna Tearmoon[76]
- TenPuru dans le rôle de Kagura Baldwin[77]
- Les 100 petites amies qui t'aiiiment à en mourir comme Hahari Hanazono[78]
- The Café Terrace and Its Goddesses par Kikka Makuzawa[79]
- Yuri is My Job ! comme Mitsuki Ayanokōji[80]

2024
- Alya Sometimes Hides Her Feelings in Russian : Alisa Mikhailovna Kujou[81]
- Goldorak U : Sayaka Yumi[82]
- Jellyfish Can't Swim in the Night :Miiko[83]
- Kinnikuman : Perfect Origin Arc : Meat,[84] Bibimba[85]
- Shaman King : Flowers : Alumi Niumbirch[86]
- Too Many Loosing Heroines ! :Konami Amanatsu[87]
- How I Married an Amagami Sister : Yae Amagami[88]

### ONA
- Collyre (2016) : Epsilon-Aminocaproic Acid[89]
- Cute Executive Officer (2021–2023) : Yuki Karuizawa[90],[91]
- Ganbare Dōki-chan (2021) : Kōhai-chan[92]

### Films d'animation
- Takanashi Rikka Kai : Démo Gekijō-ban Chūnibyō Koi ga Shitai ! (2013) : Sanae Dekomori
- Girls und Panzer der Film (2016) : Nonna, Piyotan
- Love, Chunibyo & Other Delusions! Take on Me (2018) : Sanae Dekomori
- BanG Dream! Film Live(2019) : Chisato Shirasagi[93]
- Goblin Slayer: Goblin's Crown (2020) : Noble Fencer
- BanG Dream! Film Live 2ème Stage (2021) : Chisato Shirasagi[94]
- Re:cycle of Penguindrum (2022) : Purin-Chu-Penguin[95]
- Mobile Suit Gundam SEED Freedom (2024) : Ingrid Tradoll[96]
- Ōmuro-ke (2024) : Megumi Sonokawa[97]
- Uma Musume Pretty Derby : Beginning of a New Era (2024) : Agnes Tachyon[98]

### Jeux vidéo
2012
- Game Demo Papa no Iu Koto wo Kikinasai ! : Sora Takanashi
- Corpse Party Anthology : Sachiko's Game of Love Hysteric Birthday 2U :  Ran Kobayashi[99]
- Kokoro Connect Yochi Random : Kaoru Setouchi
- The Idolmaster : Anastasia

2013
- Kantai Collection : Sōryū, Hiryū, classe Fubuki

2014
- Hyperdevotion Noire : Goddess Black Heart : Lid
- Danganronpa Another Episode : Ultra Despair Girls : Jataro Kemuri
- Atelier Shallie : Alchemists of the Dusk Sea : Shallotte Elminus

2015
- League of Legends : Jinx
- Xenoblade Chronicles X : Avatar (japonais uniquement)
- Battle Girl High School : Yuri Himukai

2016
- Girls Frontline : Mosin-Nagant, Makarov, PPSh-41, AS Val et PPS-43
- Genkai Tokki : Seven Pirates : Waffle
- Guns Girl Z : Sin Mal
- Lego Dimensions : Bubbles
- Granblue Fantasy : Hallessena
- Grimms Notes : Curly
- Star Ocean : Anamnesis : Ivlish[100]
- Onigiri Online : Oda Nobunaga
- Counter-Strike Online 2 : Yuri et Lisa
- Alternative Girls :Tsumugi Hiiragi
- Metal Waltz : Zoe Sherman

2017
- BanG Rêve! Girls Band Party ! : Chisato Shirasagi
- Azur Lane comme USS Saratoga (CV-3), HMS Queen Elizabeth (1913), HMS Warspite (03), IJN Akashi, KMS Deutschland et SN Kirov
- Another Eden : Suzette[101]
- Chaos;Child : Serika Onoe

2018
- Food Fantasy (2018) : Osechi
- Princesse Connect ! Re:Dive : Suzuna / Suzuna Minami[102]
- Street Fighter V: Arcade Edition : Falke[103]
- Master of Eternity : Emily
- Fitness Boxing : Martina[104]

2019
- Dead or Alive 6 : NiCO[105]
- Projet Sakura Wars : Houan Yui
- Sangokushi Heroes : Sun Shangxiang

2020
- Yakuza : Like a Dragon : Saeko Mukouda et Nanoha Mukouda
- Sdorica : PAFF
- Cytus 2 : PAFF
- Magia Record : Yuuna Kaharu
- Crash fever : Dilong Caishen
- Final Fantasy VII Remake : Kyrie Canaan[106]
- TOUHOU Spell Bubble : Remilia Scarlet
- Fitness Boxing 2 : Rythme et Exercices : Martina[107]

2021
- Samurai Shodown : Hibiki Takane[108]
- Alchemy Stars : Lester, Sikare, Migard
- NEO : The Worlds Ends with You : Kanon Tachibana[109]
- Fate/Grand Ordrer : Izumo no Okuni
- Uma Musume Pretty Derby : Agnes Tachyon[110]

2022
- Goddess of Victory : Nikke : Exia, Drake[111]
- Samurai Maiden : Hagane[112]

2023
- Blue Archive : Kasumi Kinugawa[113]

2024
- Like a Dragon : Infinite Wealth : Saeko Mukouda[114]
- Final Fantasy VII Rebirth : Kyrie Canaan[114]
- Honkai : Star Rail : Obsidian[115]
- Fire Emblem Heroes : Heiðrún[116]

À déterminer
- Magical Girl Destroyers Kai : Peace[117]

### Autres doublages
2016
- Les Super Nanas : Bubbles ( Kristen Li )

2018
- Mutafukaz : Luna[118]

2019
- Valley of the Boom : Jenn ( Siobhan Williams )[119]

2020
- Trolls World Tour : Pennywhistle ( Charlyne Yi )[120]

2021
- Vivo : Gabi (Ynairaly Simo)
- Arcane : Poudre/Jinx

### Tokusatsu
2021
- Ultraman Trigger : New Génération Tiga : Carmeara Voix/Forme Humaine
- Ultraman Decker : Carmeara

## Autres travaux

### Web-radio
- Web radio @ Dengeki-Bunko (うぇぶらじ@電撃文庫?) (de Septembre 2009 à Décembre 2011)[121]
- A&G NEXT GENERATION Lady Go!! (Nippon Cultural Broadcasting's Anime and Game Zone (超A&G+, Chō ē ando gī purasu?), d'Octobre 2011 à Octobre 2015[6]
- Uesaka Sumire's Armored Guards Infantry Regiment Broadcast (上坂すみれの装甲親衛歩兵連隊放送?) (Nico Nico Live (ニコニコ生放送?), depuis Avril 2012)[122]

## Discographie

### Singles
| Année | N° | Single | Catalogue N°                                 | Peak Oricon Classement Charts | Album                                                                  |
| ----- | -- | --- | -------------------------------------------- | ----------------------------- | ---------------------------------------------------------------------- |
| 2013  | 1  | Nanatsu no Umi Yori Kimi no Umi (七つの海よりキミの海) - Date de sortie: 24 avril 2013 - Label: King Records               | KICM-91447 (collector), KICM-1449 (régulier) | 13                            | Kakumei Teki Broadway Shugisha Doumei (革命的ブロードウェイ主義者同盟) |
| 2013  | 2  | Genshi, Joshi wa, Taiyou Datta. (げんし、女子は、たいようだった。) - Date de sortie: 10 juillet 2013 - Label: King Records | KICM-91455 (collector), KICM-1457 (régulier) | 23                            | Kakumei Teki Broadway Shugisha Doumei (革命的ブロードウェイ主義者同盟) |
| 2014  | 3  | Parallax View (パララックス・ビュー) - Date de sortie: 5 mars 2014 - Label: King Records                                   | KICM-91506 (collector), KICM-1508 (régulier) | 14                            | 20 Seiki no Gyakushuu (20世紀の逆襲)                                   |
| 2014  | 4  | Kitare! Akatsuki no Doushi (来たれ! 暁の同志) - Date de sortie: 16 juillet 2014 - Label: King Records                      | KICM-91524 (collector), KICM-1525 (régulier) | 26                            | 20 Seiki no Gyakushuu (20世紀の逆襲)                                   |
| 2014  | 5  | Enma Daiou ni Kiite Goran (閻魔大王に訊いてごらん) - Date de sortie: 10 décembre 2014 - Label: King Records                | KICM-91556 (collector), KICM-1558 (régulier) | 20                            | 20 Seiki no Gyakushuu (20世紀の逆襲)                                   |
| 2015  | 6  | Inner Urge - Date de sortie: 22 juillet 2015 - Label: King Records                                                         | KICM-91617 (collector), KICM-1617 (régulier) | 24                            | 20 Seiki no Gyakushuu (20世紀の逆襲)                                   |
| 2016  | 7  | Koisuru Zukei (cubic futurismo) (恋する図形) - Date de sortie: 3 août 2016 - Label: King Records                           | KICM-91705 (collector), KICM-1705 (régulier) | 17                            | No Future Vacances (ノーフューチャーバカンス)                          |
| 2017  | 8  | Odore! Kyuukyoku Tetsugaku (踊れ！きゅーきょく哲学) - Date de sortie: 17 juillet 2017 - Label: King Records                | KICM-91767 (collector), KICM-1767 (régulier) | 12                            | No Future Vacances (ノーフューチャーバカンス)                          |
| 2017  | 9  | Kanojo no Gensou (彼女の幻想) - Date de sortie: 18 octobre 2017 - Label: King Records                                      | KICM-91806 (collector), KICM-1806 (régulier) | 11                            | No Future Vacances (ノーフューチャーバカンス)                          |
| 2018  | 10 | POP TEAM EPIC - Date de sortie: 31 janvier 2018 - Label: King Records                                                      | KICM-91824 (collector), KICM-1824 (régulier) | 12                            | No Future Vacances (ノーフューチャーバカンス)                          |
| 2019  | 11 | Bon♡Kyu♡Bon wa Kare no Mono♡ (ボン♡キュッ♡ボンは彼のモノ♡) - Released: 17 avril 2019 - Label: King Records                 | KICM-91917 (limited), KICM-1917 (regular)    | 10                            | NEO PROPAGANDA                                                         |
| 2021  | 12 | EASY LOVE - Date de sortie: April 21, 2021 - Label: King Records                                                           | KICM-92079 (collector), KICM-2079 (régulier) | 19                            |                                                                        |
| 2021  | 13 | Seikatsu Konkyu Damedinero (生活こんきゅーダメディネロ) - Date de sortie: 27 octobre 2021 - Label: King Records            | KICM-92105 (collector), KICM-2105 (régulier) | 23                            |                                                                        |
| 2023  | 14 | LOVE CRAZY - Date de sortie: 8 février 2023 - Label: King Records                                                          | KICM-92123 (collector), KICM-2123 (régulier) | 16                            |                                                                        |
| 2023  | 15 | Happyend Princess (ハッピーエンドプリンセス) - Released: 18 octobre 2023 - Label: King Records                             | KICM-92140 (collector), KICM-2140 (régulier) |                               |                                                                        |

### Albums
| Année | Albums | Catalog n° | Peak Oricon Classements charts |
| ----- | --- | --- | ------------------------------ |
| 2014  | Kakumei Teki Broadway Shugisha Doumei (革命的ブロードウェイ主義者同盟) - Date de sortie: 8 janvier 2014 - Label: King Records - Format: CD | KICS-91983 (Édition limité A), KICS-91984 (Édition limité B), KICS-1983 (Version régulière)                                | 9                              |
| 2016  | 20 Seiki no Gyakushuu (20世紀の逆襲) - Date de sortie: 6 janvier 2016 - Label: King Records - Format: CD                                   | KICS-93336 (Édition limité A), KICS-93337 (Édition limité B), KICS-93338 (Édition limité C), KICS-3336 (Version Régulière) | 10                             |
| 2018  | No Future Vacances (ノーフューチャーバカンス) - Date de sortie: 1er août 2018 - Label: King Records - Format: CD                           | KICS-93726 (Édition limité A), KICS-93727 (Édition limité B), KICS-3726 (Version Régulière)                                | 10                             |
| 2020  | Neo Propaganda - Date de sortie: 22 janvier 2020 - Label: King Records - Format: CD                                                        | KICS-93891 (Édition limité A), KICS-93892 (Édition limité B), KICS-3891 (Version régulière)                                | 12                             |
| 2022  | Anthology & Destiny - Date de sortie: 26 octobre 2022 - Label: King Records - Format: CD                                                   | KICS-94080 (Édition limité ), KICS-4080 (Version régulière)                                                                | 18                             |
| 2024  | Sumire Catalog - Date de sortie: 24 juillet 2024 - Label: King Records - Format: CD                                                        | | 16                             |

### Chansons des personnages
| Date de sortie | Nom | Personnage chanteur | Titre de la chanson                                                                                | Utilisé dans                                                 |      |
| 2011           | 2011 | 2011 | 2011                                                                                               | 2011                                                         | 2011 |
| -------------- | --- | --- | -------------------------------------------------------------------------------------------------- | ------------------------------------------------------------ | ---- |
| 9 novembre     | Sora Takanashi Character Song CD (パパのいうことを聞きなさい! キャラクターソング 小鳥遊空) (KIZM-121/22) | Sora Takanashi (Sumire Uesaka) | SORAIRO (Colors of the Sky) (ソライロ, Sorairo)                                                    | Chanson utilisée dans Listen to Me, Girls. I am your Father! |      |
| 2012           | | | |                                                              |      |
| 21 novembre    | INSIDE IDENTITY (LACM-14026)                                                                             | Black Reason : Rikka Takanashi, Shinka Nibutani, Kumin Tsuyuri et Sanae Dekomori (respectivement Maaya Uchida, Chinatsu Akasaki, Azumi Asakura et Sumire Uesaka) | INSIDE IDENTITY, <br /> OUTSIDER                                                                   | La chanson thème de fin de Chūnibyō Demo Koi ga Shitai!      |      |
| 26 décembre    | GIRLS und PANZER ORIGINAL SOUNDTRACK (ガールズ&パンツァー オリジナルサウンドトラック) (LACA-9256)        | Katyusha ( Hisako Kanemoto ) et Nonna (Sumire Uesaka) | Katioucha                                                                                          | Chanson utilisée dans Girls und Panzer                       |      |
| 26 décembre    | Dark Iris Musical Grammar (中二病でも恋がしたい! ボーカルミニアルバム 暗黒虹彩楽典) (LACA-15262)         | Sanae Dekomori (Sumire Uesaka) | remmuS iroM em llac t'noD (でいなばよって☆マサリモ, Deinabayotte Masarimo) , Dark Death Decoration | Chanson utilisée dans Chūnibyō Demo Koi ga Shitai !          |      |

### Autres apparitions
| Titre | Année | Position charts | Position charts | Album              |
| Titre | Année | Japon Oricon    | Japon Hot 100   | Album              |
| --- | ----- | --------------- | --------------- | ------------------ |
| "Majo ni Naritai Hime ni Naritai Majo no Rhapsody" (魔女になりたい姫と姫になりたい魔女のラプソディー) (Maaya Uchida feat. Sumire Uesaka) | 2017  | 8               | 10              | Magic Hour         |
| "One Way My Love" (Night Tempo feat. Sumire Uesaka)                                                                                      | 2021  | —               | —               | Ladies in the City |
| « — » désigne les sorties qui n'ont pas été classées ou qui n'ont pas été publiées dans cette région.                                    |       |                 |                 |                    |